# TESK1
La proteína quinasa 1 de especificidad dual testicular (Dual specificity testis-specific protein kinase 1) es una enzima que en humanos está codificada por el gen TESK1.
Es un gen supresor de tumores que codifica la proteína inhibidora del crecimiento hamartina. La proteína codificada interactúa y estabiliza la proteína tuberina activadora de GTPasa. Este complejo hamartina-tuberina regula negativamente la señalización del complejo 1 de rapamicina (mTORC1) en mamíferos, que es un importante regulador del crecimiento de células anabólicas. Esta proteína también funciona como co-chaperona para Hsp90 que inhibe su actividad ATPasa. Esta proteína funciona como un facilitador del plegamiento mediado por Hsp90 de clientes quinasas y no quinasas, incluida Tsc2 y, por lo tanto, previene su ubiquitinación y degradación proteasomal. Las mutaciones en este gen están asociadas con la esclerosis tuberosa.

## Función
Este producto génico es una proteína quinasa de serina / treonina que contiene un dominio de proteína quinasa N-terminal y un dominio rico en prolina C-terminal. Su dominio de proteína quinasa está más estrechamente relacionado con los de las proteínas quinasas que contienen el motivo LIM (LIMK). La proteína codificada puede fosforilar la proteína básica de mielina y la histona in vitro. La expresión específica de células germinales testiculares y el patrón de desarrollo de la expresión del gen del ratón sugiere que este gen juega un papel importante en y después de la fase meiótica de la espermatogénesis.

## Interacciones
Se ha demostrado que TESK1 interactúa con YWHAB y SPRY4 .